# Pithora
Pithora is een nagar panchayat (plaats) in het district Mahasamund van de Indiase staat Chhattisgarh. 

## Demografie
Volgens de Indiase volkstelling van 2001 wonen er 7.929 mensen in Pithora, waarvan 50% mannelijk en 50% vrouwelijk is. De plaats heeft een alfabetiseringsgraad van 68%. 